# ناکایاما تادایاسو
ناکایاما تادایاسو ((به ژاپنی: 中山 忠能 Nakayama Tadayasu); ۱۷ دسامبر ۱۸۰۹ – ۱۲ ژوئن ۱۸۸۸) سیاستمدار اهل شوگون‌سالاری توکوگاوا بود.